# جورجي أندرادي

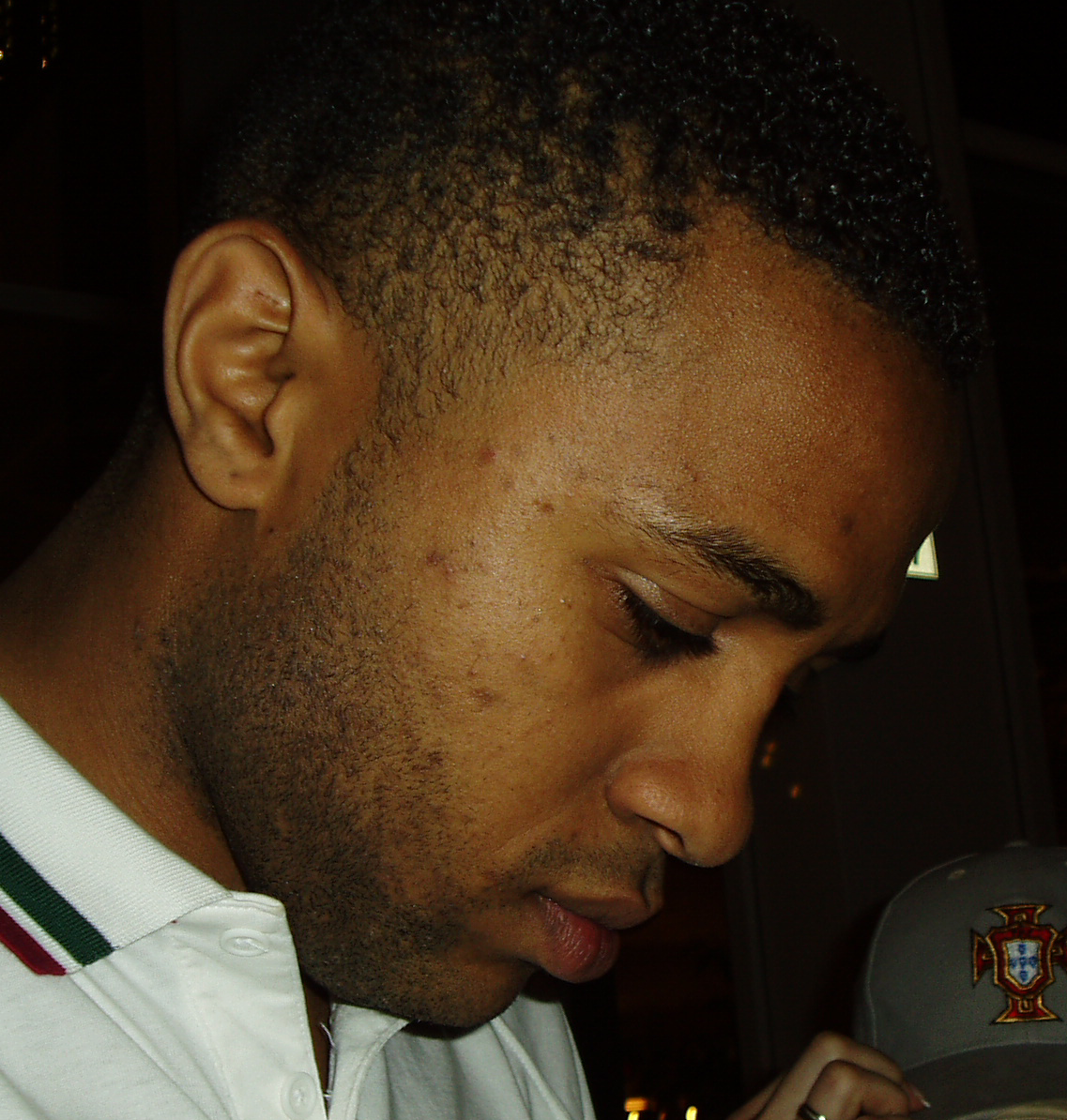
جورجي أندراده

جورجي مانويل ألميدا غوميز (بالبرتغالية: Jorge Manuel Almeida Gomes de Andrade)، من مواليد 9 ابريل 1978 في لشبونة في البرتغال، لاعب كرة قدم برتغالي سابق ومدرب حالي.
بدأ مسيرته الكروية مع نادي إستريلا دي أمادورا في عام 1997، ولعب معهم حتى عام 2000، وشارك معهم في 53 مباراة وسجل 3 أهداف، وفي عام 2000 انتقل إلى نادي بورتو، ولعب معهم حتى عام 2002، وشارك معهم في 52 مباراة وسجل 3 أهداف، وفي عام 2002 انتقل إلى نادي ديبورتيفو لاكاروناو قدم عروض رائعة لفتت انظار نادى السيدة العجوز النادى الذي تعاقد معه بعد عودته إلى الدرجة الأولى بعد فضيحة الكالشيوبولى، لكن حظ اندادى كان سئ جدا حيث اصيب في رابع مباراة رسمية مع الفريق امام روما في موسم 2007-2008 وغاب الموسم بأكمله وعاد أثناء استعدادات الفريق لموسم 2008-2009 الا انه تعرض لنفس الأصابة وانتهى موسمه قبل أن يبدأ.

## مسيرته الكروية
لعب جورجي أندرادي خلال مسيرته الاحترافية مع 4 أندية في اثنا عشر موسمًا وسجل خلالها 8 أهداف ضمن 232 مباراة. حيث فاز في موسم واحد بالكأس ولم يفز بأي دوري.
خاض جورجي أندرادي مسيرته مع نادي إستريلا دا أمادورا في موسم 1997–98 واستمر معه طيلة ثلاثة مواسم، مشاركًا في 53 مباراة سجل خلالها 3 أهداف. ثم انتقل إلى نادي بورتو في موسم 2000–01 ولمدة موسمين، حيث شارك في 52 مباراة سجل خلالها 3 أهداف أيضًا. لينتقل بعدها إلى نادي ديبورتيفو لاكورونيا في موسم 2002–03 ليلعب معه خمسة مواسم، مشاركًا في 123 مباراة سجل خلالها هدفين. ثم انتقل إلى نادي يوفنتوس في موسم 2007–08 ولمدة موسمين، مشاركًا في 4 مباريات ولم يسجل أي هدف.

## روابط خارجية
- جورجي أندرادي على موقع الاتحاد الدولي (مؤرشف)  (الإنجليزية)
- جورجي أندرادي على موقع قاعدة بيانات كرة القدم.إي يو (الإنجليزية)
- جورجي أندرادي على موقع بيانات كرة القدم. دي إي (الألمانية)
- جورجي أندرادي على موقع ناشيونال فوتبول تيمز (الإنجليزية)
- جورجي أندرادي على موقع Soccerway.com (الإنجليزية)
- جورجي أندرادي على موقع عالم كرة القدم.نت (الإنجليزية)
- جورجي أندرادي على موقع كووورة